# Championnat de Pologne de baseball
Le championnat de Pologne de baseball se tient depuis 1984. Il réunit l'élite des clubs polonais sous l'égide de la Fédération polonaise. Le tenant du trophée est le MKS Stal BiS Kutno.
La compétition se déroule en deux phases. Une saison régulière mettant aux prises huit clubs, puis des séries éliminatoires sous forme de demi-finales et finale.
Le champion prend part à l'European Cup Qualifier, phase qualificative pour la Coupe d'Europe de baseball.

## Histoire
La mise en place du championnat en 1984 fait suite à une tournée d'une équipe Néerlandaise en Pologne, les Foresters Heiloo, l'année précédente.

## Les clubs de l'édition 2024
| \| Wrocław Żory Varsovie Rybnik Kutno \| Localisation des clubs engagés dans le championnat. |
| Wrocław Żory Varsovie Rybnik Kutno                                                           |

| Équipe            | Ville    |
| ----------------- | -------- |
| Barons Wrocław    | Wrocław  |
| Gepardy Żory      | Żory     |
| Centaury Varsovie | Varsovie |
| Silesia Rybnik    | Rybnik   |
| Stal BiS Kutno    | Kutno    |

## Palmarès
| - 1984 : Silesia Rybnik - 1985 : Silesia Rybnik - 1986 : Silesia Rybnik - 1987 : Silesia Rybnik - 1988 : Stal BiS Kutno - 1989 : Stal BiS Kutno - 1990 : Skra Varsovie - 1991 : Stal BiS Kutno - 1992 : Stal BiS Kutno - 1993 : Skra Varsovie - 1994 : Skra Varsovie - 1995 : Stal BiS Kutno - 1996 : Stal BiS Kutno - 1997 : Stal BiS Kutno - 1998 : BK Jastrzębie - 1999 : BK Jastrzębie - 2000 : BK Jastrzębie - 2001 : BK Jastrzębie - 2002 : Stal BiS Kutno - 2003 : Stal BiS Kutno |  | - 2004 : Dęby Osielsko - 2005 : Stal BiS Kutno - 2006 : Stal BiS Kutno - 2007 : Stal BiS Kutno - 2008 : Stal BiS Kutno - 2009 : Demony Miejska Górka - 2010 : Stal BiS Kutno - 2011 : Stal BiS Kutno - 2012 : Gepardy Żory - 2013 : Centaury Warszawa - 2014 : Stal BiS Kutno - 2015 : Stal BiS Kutno - 2016 : Centaury Warszawa - 2017 : Silesia Rybnik - 2018 : Silesia Rybnik - 2019 : Stal BiS Kutno - 2020 : Barons Wrocław - 2021 : Stal BiS Kutno - 2022 : Stal BiS Kutno - 2023 : Stal BiS Kutno |